# فینال جام در جام اروپا ۱۹۷۲

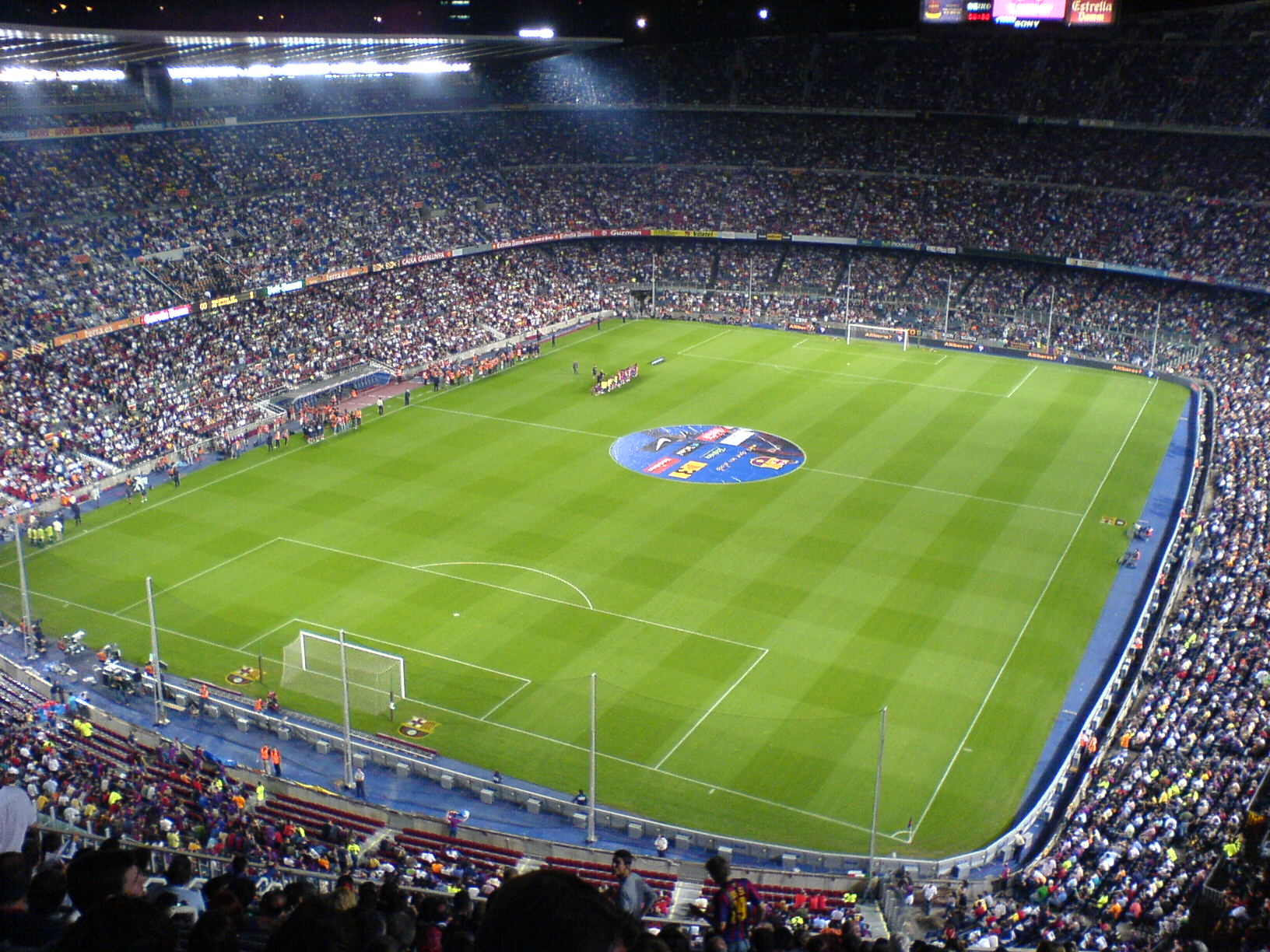
ورزشگاه نیوکمپ محل برگزاری فینال - ۲۰۰۶

فینال جام در جام اروپا ۱۹۷۲، رقابت پایانی جام در جام اروپا در سال ۱۹۷۲ میلادی است که مابین دو تیم باشگاه فوتبال رنجرز و باشگاه فوتبال دینامو مسکو برگزار شده‌است.
این مسابقه که در تاریخ ۲۴ مه ۱۹۷۲ انجام شده‌است با نتیجه ۳ بر ۲ به سود تیم باشگاه فوتبال رنجرز به پایان رسید.